# Католицизм в Египте
 Католицизм в Египте  — одна из христианских общин в Египте. Католическая церковь в Египте состоит из общин Римско-Католической и Восточных католических церквей, которые представлены верующими Коптской католической церкви, Сирийской католической церкви, Армянской католической церкви, Маронитской католической церкви, Мелькитской католической церкви и Халдейской Католической церкви. Общая численность католиков в Египте составляет около 200 - 300 тысяч.

## История
В первые времена христианства в Египте существовали многочисленные христианские общины. Во многих египетских городах существовали епископские кафедры. После нашествия мусульман в VII веке христианские общины пришла в упадок. Определённое влияние в Египте сохранила только Коптская церковь и Александрийский патриархат.
Появление католицизма на территории современного Египта было связано с крестовыми походами и относится к началу XIII века. Во время Ферраро-Флорентийского собора была подписана уния с Коптской церковью. Однако уния осталась только на бумаге и настоящего единения между церквами не произошло. В последующее время Святой Престол предпринимал неоднократные попытки соединить коптов с Римом. В 1741 году коптский иерусалимский епископ Афанасий Амба с небольшой группой верующих перешёл в католицизм, положив начало Коптской католической церкви. 15 августа 1824 года Римский папа Лев XII издал буллу Petrus Apostolorum, которой учредил Патриархат для верующих Коптской католической церкви, которым управляли апостольские викарии. Патриархат оставался без собственной иерархии до 15 марта 1895 года, когда Римский папа Лев XIII возвёл в должность апостольского викария Патриархата священника Георгия Макария, который принял имя Кирилл с титулом «епископ Кесарии Филипповой». До 1895 года копты-католики находились под юрисдикцией латинского апостольского викариата Аравии и Египта (сегодня — Апостольский викариат Александрии Египетской). Небольшая община Коптской католической церкви, насчитывающая в конце XVIII века несколько сот человек, сегодня состоит из семи епархий численностью около двухсот тысяч верующих.
В 1838 году была создана архиепархия Александрии для верующих Мелькитской католической церкви. Численность этой католической общины постоянно снижается. Если в конце XVIII века их насчитывалось около 80 тысяч, то сегодня эта католическая община состоит из 11 тысяч верующих.
18 мая 1839 года Римский папа Григорий XVI издал бреве Ex munere pastoralis, которым учредил первую латинскую церковную структуру под названием «Апостольский викариат Аравии и Египта», под юрисдикцией которого кроме коптов-католиков находилась небольшая община армянокатоликов. В 1885 году для армян-католиков была создана их собственная епархия в Александрии.
C XVII века в Египте стали появляться марониты из Египта, которые находились под юрисдикцией Антиохийского маронитского патриарха. В 1946 году Святой Престол учредил в Каире отдельную епархию для маронитов.
В 1890 году Святой Престол назначил халдейского патриарха Илью Абулйонана викарием для халдеев-католиков, проживавших в Египте. В 1980 году была создана отдельная каирская епархия Халдейской католической церкви, которая сегодня насчитывает около 500 верующих.
В 1965 году в Египте была создана каирская епархия для верующих Сирийской католической церкви.
23 августа 1947 года между Египтом и Ватиканом были установлены дипломатические отношения.

## Структура

### Армянская католическая церковь
- Епархия Александрии.

### Коптская католическая церковь
- Патриархат Александрии Коптской;
  - Епархия Александрии;
  - Епархия Асьюта;
  - Епархия Гизы;
  - Епархия Исмаилии;
  - Епархия Луксора;
  - Епархия Эль-Миньи;
  - Епархия Сохага.

### Маронитская католическая церковь
- Епархия Каира.

### Мелькитская католическая церковь
- Архиепархия Александрии.

### Римско-Католическая церковь
- Апостольский викариат Александрии Египетской.

### Сирийская католическая церковь
- Епархия Каира.

### Халдейская католическая церковь
- Епархия Каира.

## Источник
- Католическая энциклопедия, изд. Францисканцев, М., 2002, ISBN 5-89208-037-4